# Nadia Chambers
Nadia Chambers est une actrice née le 13 janvier 1968 au Pays de Galles. Elle a un frère et deux sœurs plus âgés. Elle rejoint une école de théâtre londonienne en 1981.

## Carrière
Son premier rôle est celui d'Annette Firman de 1982 à 1985 dans 45 épisodes des saisons 5 à 8 de Grange Hill (1978-2008). Elle joue Agnès dans La petite Dorrit en 1988, apparait dans deux épisodes de The Bill en 1989 et 1991, et jour Miss Anne de Bourg, un rôle muet, dans Orgueil et Préjugés.